# Kemenessömjén
Kemenessömjén é um município da Hungria, situado no condado de Vas. Tem 16,05 km² de área e sua população em 2015 foi estimada em 600 habitantes.